# Vran (priimek)
Vran je priimek več znanih Slovencev:
- Dušan Vran - Cika (1915? - ?), glasbenik - bobnar?
- Jure Vran (*1984), rokometaš
- (Slavečki) Vran (psevdonim Antona Vratuše 1915-2017)
- Tomo Vran (*1946), slikar in grafik